# Heinrich Schmid (Unternehmer)

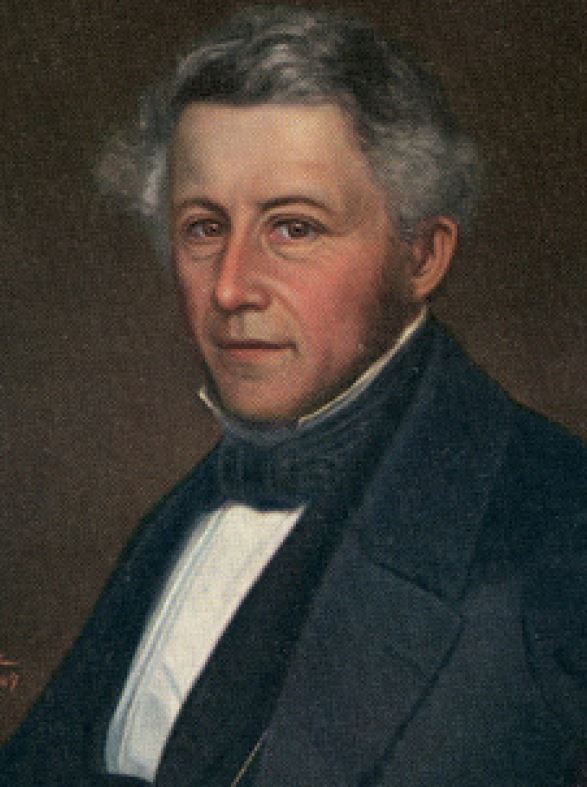
Heinrich Schmid

Heinrich Schmid (* 2. Februar 1806 in Thalwil; † 12. März 1883 ebenda) war ein Schweizer Industrieller und Politiker.

## Leben und Wirken
Heinrich Schmid war der Sohn des Hans Jakob Schmid-Höhn (1769–1839), Dorfmüller von Gattikon und Seckelmeister von Thalwil. Sein Vater hatte 1815 mit Kapital der Familien Kölliker und Pfister oberhalb seiner Mühle in Gattikon eine mechanische Baumwollspinnerei gegründet. Von 1812 bis 1822 absolvierte Heinrich das Lehrinstitut der Gebrüder Hüni in Horgen. Anschliessend arbeitete er in der väterlichen Baumwollspinnerei Pfister, Schmid & Cie. und wurde um 1825 deren Leiter. 1829 heiratete er Anna Kölliker. Nach dem Tod von Hans Jakob Schmid übernahmen 1841 seine Söhne Hans Jakob jr. die Mühle und Heinrich die Spinnerei, die er im gleichen Jahr in seinen alleinigen Besitz brachte (Heinrich Schmid, mechanische Baumwollspinnerei) und 1854 erweiterte. 
Ab 1859 baut er den Betrieb mit einer neuen mechanischen Baumwollweberei an der Sihl aus. In der Folge beteiligte er sich mit Wolfgang Henggeler an weiteren Textilfabriken zwischen dem Zürichsee und der Lorze (Kantone Zürich, Zug und Aargau).
Von seinem Vetter Jakob Beerli kaufte er die Mühle von Ottenbach, baute sie in eine Textilfabrik (Mechanische Seidenstoffweberei Zürich) um und verkaufte sie 1869 an die Herren Bodmer und Hürlimann.
Er galt als sozialer Arbeitgeber, indem er die Spital- und Pflegekosten seiner Arbeiter übernahm, eine obligatorische Sparkasse einführte und günstige Arbeiterwohnungen zur Verfügung stellte. 1870 liess er das erste Schulhaus in Gattikon bauen. 
Von 1836 bis 1843 amtierte er als Gemeindepräsident von Thalwil und von 1850 bis 1869 als Grossrat (Kantonsrat) des Kantons Zürich. Er setzte sich für die Erschliessung des Sihltales ein, die 1884 mit der Sihltalstrasse, 1892 mit der Sihltalbahn und 1897 mit dem Gotthardzubringer Thalwil–Zug durch den Zimmerbergtunnel realisiert wurde.
1873 zog sich Heinrich Schmid aus seinem Unternehmen zurück. Sein Sohn Karl übernahm die Spinnerei im Dorf und Robert die Baumwollweberei an der Sihl.

## Mechanische Baumwollspinnerei und -weberei Schmid in Gattikon
Der Grundstein für das Unternehmen wurde unterhalb der Mühlen- und Spinnereiachse Chrebsbach in Gattikon am Ufer der Sihl angelegt. Dort hatte der Vater und Mühlenbesitzer Hans Jakob Schmid 1833 beim Kanton Zürich ein Recht auf die Nutzung des Sihlwassers erworben.
In den 1850er Jahren plante der weltgewandte Heinrich Schmid seine neue Fabrik nach dem neuesten Stand der Technik und englischem Vorbild. 1859 wurde der erste grossflächige Fabrikflachbau der Schweiz gebaut, der mit Sägezahndächern (Sheddach) nach britischem Shed-Patent belichtet wurde. Bis 1863 entstand in Gattikon ein bauliches Ensemble mit Fabrikhochbau, modernstem Fabrikflachbau, Kosthäusern für die Arbeiter, Villa, Pfauengehege und Fabrikantenpark.
Die Energieversorgung der 15 Bauten erfolgte durch eine Dampfmaschine (Dampfkesselhaus mit Hochkamin), einen 1,5 Kilometer langen Sihlwasserkanal sowie ab 1863 mit einem zweiten Weiher (vorderer Gattikerweiher oder Waldweiher) als Pumpspeicherwerk mit Wasserschloss, wenn die Wassermenge der Sihl nicht ausreichte. Für die Beleuchtung besass die Fabrik ein eigenes Gaswerk.
1892 wurde die alte Spinnerei und 1908 die Baumwollweberei liquidiert. 1973 "verschwand" die Baumwollspinnerei von 1815. Die neue Fabrikanlage blieb bis 1911 fast unverändert in Betrieb. 1983 wurden von der neuen Baumwollspinnerei von 1859 trotz der vorsorglichen Unterschutzstellung im Jahre 1981 fast alle Anlageteile ausser dem ersten Sheddach der Schweiz abgebrochen.